# پی شاه‌تخته
پی شاه‌تخته یک ستاره است که در صورت فلکی شاه‌تخته قرار دارد.